# Reelin' in the Years
«Reelin' in the Years» es una canción interpretada por la banda estadounidense de rock Steely Dan. Fue publicada en abril de 1973 por Probe Records como el segundo y último sencillo de su álbum debut de 1972, Can't Buy a Thrill.

## Escritura y composición
La canción fue escrita por Donald Fagen y Walter Becker y presenta a Fagen en la voz principal. En 2009, Rolling Stone describió la pista como “un excelente ejemplo temprano de lo que se convertiría en la vibra característica de Dan, que combina un beso sardónico con un ex con un ritmo aleatorio animado y agrega un poco de deslumbramiento de guitarra candente cortesía de Elliott Randall para traer todo el asunto a casa”. En la misma entrevista, Fagen dijo: “Es tonto pero efectivo”, y Becker dijo: “No es divertido”.
El solo de guitarra de la versión original, del músico de sesión Elliott Randall, se grabó en una sola toma. Según los informes, el guitarrista de Led Zeppelin, Jimmy Page, lo calificó como su solo favorito de todos los tiempos, y le dio una calificación de 12/10.: 0:45  En 2016, el solo fue clasificado en el puesto #40 en la lista de los 100 mejores solos de guitarra de todos los tiempos por los lectores de la revista Guitar World.

## Recepción de la crítica
En The Guardian, Alexis Petridis difirió con los comentarios de Fagen y Becker sobre la canción y dijo que es “excelente y demostró ser muy influyente”. Dan Weiss de Billboard la colocó en el puesto #1 de las 15 mejores canciones de Steely Dan, escribiendo: “La canción de rock'n'roll más directa que Steely Dan jamás haya hecho es uno de sus éxitos más reconocibles, una reproducción aleatoria implacablemente feliz con un tango de solos de guitarra dobles que podrían haber venido de Thin Lizzy”. Dominique Scappucci la llamó “una canción pop magistral” y añadió: “Las letras contienen matices oscuros, la música es inmaculada y se las arregla para rockear mientras suena genial sin esfuerzo”.

## Créditos
Créditos adaptados desde las notas de álbum.
Steely Dan
- Donald Fagen – voz principal y coros, piano
- Denny Dias – guitarra rítmica
- Walter Becker – bajo eléctrico
- Jim Hodder – batería

Músicos adicionales
- Elliott Randall – guitarra líder
- Jeff Baxter – guitarra rítmica
- Victor Feldman – percusión